# Ixalotriton
Ixalotriton – rodzaj płazów ogoniastych z podrodziny Hemidactyliinae w rodzinie bezpłucnikowatych (Plethodontidae).

## Zasięg występowania
Rodzaj obejmuje gatunki występujące w Cerro Baul w stanie Oaxaca i niedaleko Berriozábal w północno-zachodniej części stanu Chiapas w Meksyku.

## Systematyka

### Etymologia
Ixalotriton: gr. ιξαλος ixalos „skaczący, zwinny”; τρίτων tritōn „traszka, salamandra”.

### Podział systematyczny
Takson w 2006 umieszczony jako synonim w rodzaju Pseudoeurycea; przywrócony do rangi rodzaju w 2015 roku. Do rodzaju należą następujące gatunki:
- Ixalotriton niger Wake & Johnson, 1989
- Ixalotriton parvus (Lynch & Wake, 1989)